# L'Oiseau bleu (anime)
Pour les articles homonymes, voir Oiseau bleu (homonymie).
Pour les autres adaptations cinématographiques de L'Oiseau bleu, voir L'Oiseau bleu (film).
L'Oiseau bleu (メーテルリンクの青い鳥 チルチルミチルの冒険旅行, Maeterlinck no aoi tori: Tyltyl Mytyl no bôken ryokô, lit. L'Oiseau bleu de Maeterlinck : l'aventure de Tyltyl et Mytyl) est le titre d'un dessin animé japonais écrit par Hiroshi Sasagawa, dessiné par Leiji Matsumoto, et diffusée du 9 janvier au 9 juillet 1980 sur Fuji TV. Il est basé sur la pièce de théâtre « L'Oiseau bleu » (1908) du Nobel belge Maurice Maeterlinck.
Au Québec, la série a été diffusée à partir du 23 septembre 1984 sur TVJQ, et en France à partir du 20 avril 1986 dans l'émission FR3 Jeunesse puis dans l'émission Amuse 3 sur FR3. Elle est sortie en DVD chez Déclic Images.

## Histoire
Un soir de Noël, Tyltyl et Mytyl, frère et sœur dont la mère est gravement malade, se voient offrir un pendentif par la fée Bérylune. Ce pendentif leur permet de voyager au cœur d'un univers magique. Ils doivent retrouver l'oiseau bleu, un animal fantastique censé apporter le bonheur et capable de guérir leur mère. Aidés par la Reine de la Lumière, ils devront affronter la Reine de la Nuit afin d'accomplir leur mission.

## Personnages et voix
- Tyltyl : Jackie Berger
- Mytyl : Céline Monsarrat
- Le chien Tylo : Gérard Hernandez
- Le chatte Tylette : Céline Monsarrat
- La Fée Bérylune : Jane Val
- La Reine de la Nuit : Jane Val
- Le père des deux enfants : Gérard Hernandez
- La mère des deux enfants : Jane Val
- L'Âme de la Lumière: Jackie Berger
- L'Âme de l'Eau : Jackie Berger
- L'Âme du Temps : Roger Carel
- L'Âme du Pain : Roger Carel
- L'Âme du Lait : Roger Carel
- L'Âme du Feu : Roger Carel
- L'Âme du Sucre : Gérard Hernandez
- Le Narrateur : Roger Carel puis Gérard Hernandez
- Le générique : Marie Mercier (paroles de Paul Persavon)

 Source et légende : version française (VF) sur RS Doublage

## Épisodes
1. Le cadeau de Noël
2. Les âmes des choses et des animaux
3. Le secret des ténèbres
4. La reine de la nuit
5. Le couloir de la peur
6. Des oiseaux armés
7. Bienvenue dans le monde des désastres
8. Le pays du souvenir
9. Un bonheur arrive si vite
10. L'amour maternel
11. Le secret du château
12. Un désert sans oasis
13. Le monde des illusions
14. Rendez-vous avec l'au-delà
15. Les animaux
16. Les descendants
17. Départ pour l'avenir
18. Le pays de l'or
19. L'île perdue
20. Dans les profondeurs de la mer
21. La déception
22. Le sentier de la peur
23. Les monstres diaboliques
24. Échec à la reine
25. La séparation
26. Adieu, l'oiseau bleu